# Alka (cultivar de pommier)
Alka est le nom d'un cultivar de pommier domestique.

## Origine
Warsaw Agricultural University, Pologne

## Description
- Couleur de la peau: rouge.

## Résistances et susceptibilités
- Tavelure: résistant.